# Войни-Вавжиньце
Войни-Вавжиньце (пол. Wojny-Wawrzyńce) — село в Польщі, у гміні Шепетово Високомазовецького повіту Підляського воєводства.
Населення — 59 осіб (2011).
У 1975-1998 роках село належало до Ломжинського воєводства.

## Демографія
Демографічна структура станом на 31 березня 2011 року:
|          | Загалом | Допрацездатний вік | Працездатний вік | Постпрацездатний вік |
| -------- | ------- | ------------------ | ---------------- | -------------------- |
| Чоловіки | 33      | 8                  | 22               | 3                    |
| Жінки    | 26      | 9                  | 13               | 4                    |
| Разом    | 59      | 17                 | 35               | 7                    |